# Zagarolo
Zagarolo è un comune italiano di 18 896 abitanti della città metropolitana di Roma Capitale nel Lazio.

## Geografia fisica

### Territorio
Zagarolo si trova a circa 310 metri sul livello del mare. Il territorio è caratterizzato da colline tufacee frutto dell'attività del Vulcano Laziale: esse hanno per lo più conformazione allungata, in senso Est-Ovest, con sommità pianeggianti e fianchi scoscesi che definiscono profondi valloni entro cui scorrono ruscelli appartenenti al bacino idrografico Aniene-Tevere. La città stessa, posta a 36 chilometri da Roma, sorge su una collina tufacea lunga circa due chilometri, fiancheggiata da due valloni (valle del Formale e Valle della Foresta) ancora per lo più boscosi. Il centro storico è di origine medievale e la sua urbanistica risale al XVI secolo.

### Clima
- Classificazione climatica: zona D, 1893 GR/G

## Origini del nome

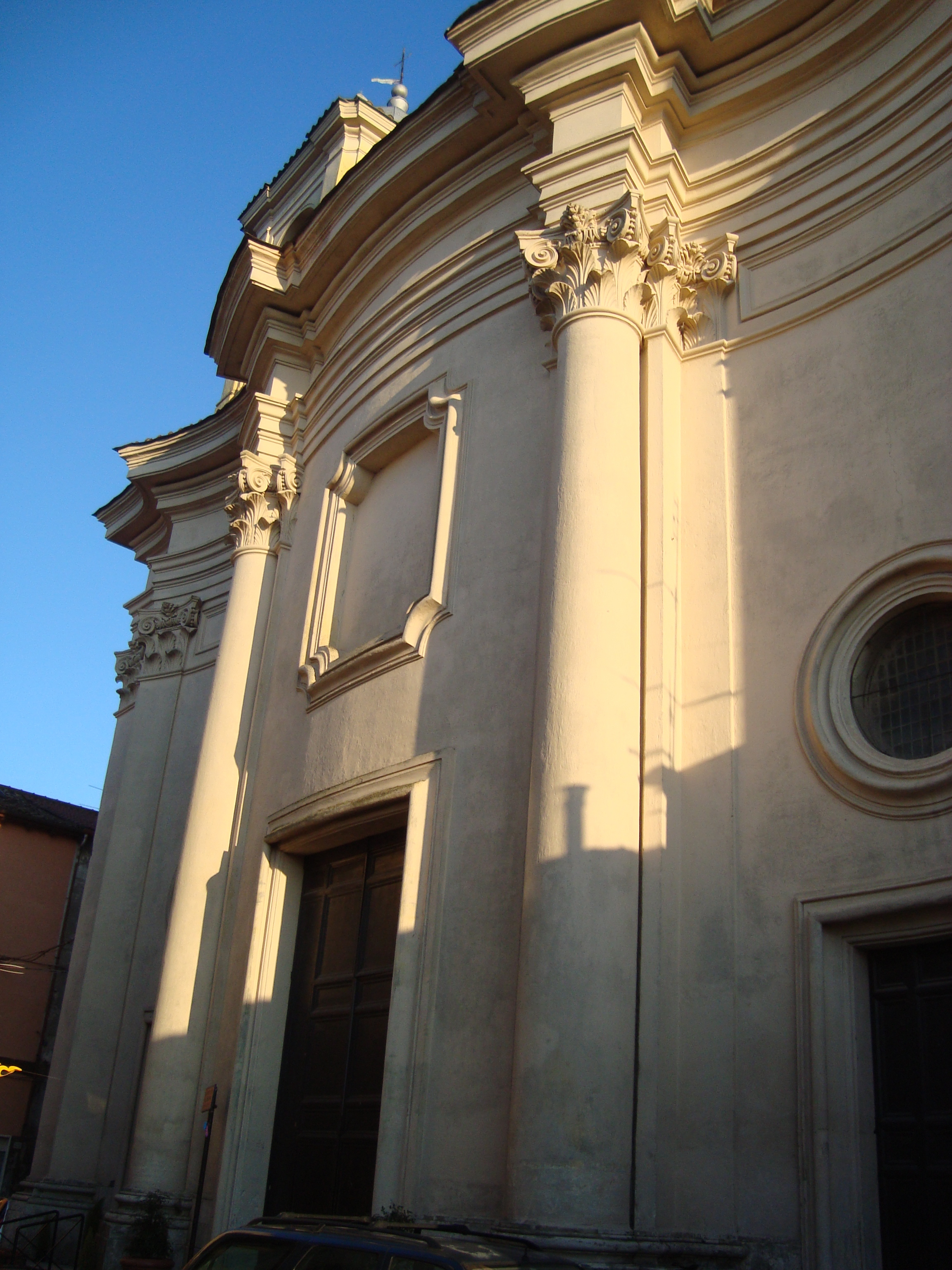
Chiesa di San Pietro Apostolo

L'etimologia del nome Zagarolo è incerta; un'etimologia popolare la fa derivare da sagum (l'attuale saio) la mantella di colore rosso granata usata dagli antichi legionari romani.

## Storia

### Le origini e il Medioevo
L’abitato di Zagarolo ha origini medievali. Le colline circostanti la città erano tuttavia densamente popolate già in età romana, attraverso insediamenti a carattere agricolo e residenziale: numerosi sono infatti i resti di villæ rustiche che punteggiano ancora buona parte del territorio, anche a ridosso dell’odierno centro cittadino. Tra di esse, particolare importanza ricopre quella in località Colle del Pero, che presenta le vestigia di un raro ludus gladiatorum, piccola arena privata, destinata con tutta probabilità all’addestramento dei gladiatori. In corrispondenza del moderno abitato di San Cesareo, fino al 1990 frazione del comune di Zagarolo, si sviluppò invece fin dai tempi di Giulio Cesare una vasta proprietà imperiale, che ebbe un momento di particolare splendore all’inizio del IV secolo d.C., quando fu residenza dell’imperatore Massenzio.
La letteratura erudita sette-ottocentesca ha variamente tentato di identificare il centro moderno di Zagarolo con città antiche note dalle fonti, come Pedum oppure Bola, ma senza offrire argomenti probanti. Si è anche ipotizzato che il sito fosse stato occupato da uno degli oppida sorti a difesa dell’antica Præneste, oppure da un antico villaggio di artigiani produttori di stoffa, i sagarii, da cui sarebbe derivato il toponimo Sagariolum poi evolutosi nel nome attuale: ma si tratta di supposizioni per il momento prive di prove archeologiche o documentarie.
La tradizione secondo cui invece l’incastellamento medievale sarebbe stato condotto da parte degli esuli della non lontana città latina di Gabii, in fuga da una situazione difensiva meno sicura, è andata sviluppandosi a partire almeno dal Cinquecento e venne tenacemente sostenuta alla fine di quel secolo dal duca Marzio Colonna: per quanto essa si sia poi affermata in forme pervasive nella cultura zagarolese, (tanto da aver generato l’adozione araldica da parte dell'amministrazione comunale della sigla S.P.Q.G., cioè Senatus PopulusQue Gabiorum), resta tuttavia un dato di tipo tradizionale, privo anch’esso per ora di prove dirette.
Nel X secolo, il territorio zagarolese rientrava nelle pertinenze della vicina città di Palestrina, ma quando nel 970 questa venne infeudata da papa Giovanni XIII a Stefania, senatrix romana, moglie di Alberico II dei Conti di Tuscolo, la documentazione non fa alcuna menzione di un eventuale centro abitato. 
L’incastellamento dovette quindi avvenire nel corso del successivo XI secolo: nel 1105 infatti viene per la prima volta attestata per via documentaria l’esistenza di un castello chiamato Zagarolo. Narra il Liber pontificalis che, in reazione alla politica filoimperiale e alle usurpazioni territoriali perpetrate da Pietro de Columna, considerato il capostipite della famiglia Colonna, in quell’anno papa Pasquale II fece assediare e occupare gli oppida di Colonna e Zagarolo, di cui il nobile era signore.
Successivamente, tuttavia, Pietro de Columna tornò in possesso dei propri feudi e nel 1151 i suoi figli, Oddone e Carsidonio, definirono Zagarolo “juris sui”, cioè di proprio diritto, in un documento in cui regolavano le loro proprietà e i rapporti con l’autorità papale. 
In seguito Zagarolo sarebbe rimasta legata per altri cinque secoli alla famiglia Colonna, condividendone le alterne e spesso drammatiche vicende. La sua natura di castello non lontano dall’Urbe, prossimo alla sede vescovile di Palestrina e alle porte dei vasti possedimenti familiari, che col tempo si estesero anche oltre la frontiera con il Regno di Napoli, ne faceva infatti caposaldo essenziale delle politiche familiari: l’immediata conseguenza era il diretto coinvolgimento dell’abitato negli scontri che, a più riprese, opposero i Colonna al potere pontificio.
Ai primi del XIII secolo il cardinale Giovanni Colonna avrebbe donato a san Francesco d'Assisi una chiesetta nei pressi del paese, presto trasformata nel convento di Santa Maria delle Grazie: esso è attestato con sicurezza nel 1287, allorché la beata Margherita Colonna vi si recò per assisterne i frati infermi.
Il 7 febbraio 1252 Oddone di Giordano Colonna. e il cugino Pietro di Oddone Colonna, procedettero alla divisione dei beni di famiglia: Oddone ottenne Palestrina, Zagarolo, Colonna, Capranica, metà dei castelli di Prataporci (presso Monteporzio) e Algido, oltre a diritti sui castelli di San Vito, Monteranno, Castelnuovo e Pisciano (tutti e tre nella zona di Capranica) e la rocca di Torre dei Marmi nella diocesi di Palestrina; a Roma egli ricevette Monte Accettorio (Montecitorio) e l'Augusta (cioè il sepolcro di Augusto). Nasceva così uno specifico ramo dei Colonna-Palestrina, sotto la cui signoria Zagarolo sarebbe rimasta fino alla metà del XV secolo.
Nel 1297 a Zagarolo i Colonna accolsero papa Bonifacio VIII, ma poco dopo essi si schierarono con quanti ritenevano illegittima la sua elezione. Bonifacio bandì la crociata contro i ribelli e i loro fortilizi vennero assaliti: tuttavia, mentre dopo un lunghissimo assedio il castello di Colonna e la città di Palestrina subirono una totale distruzione, a Zagarolo sembra essere stata risparmiata tale sorte. Nel 1303, papa Benedetto XI assolse i Colonna dalla scomunica, ma non restituì loro i beni confiscati: essi recuperarono gli antichi feudi solo dopo l’ascesa al soglio pontificio di Clemente V, nel 1305. 
Il 22 maggio 1333 in territorio di Zagarolo, nella località detta Terrenchiuso, si svolse una battaglia fra le truppe colonnesi, uscite dal vicino castello di San Cesareo, e quelle della rivale famiglia Orsini: non è chiaro se a comandare le milizie dei Colonna vi fosse Stefano Colonna il giovane oppure Stefanuccio di Sciarra Colonna ma, venendo meno alle convenzioni in uso presso la baronia romana, che vietavano di mettere seriamente in pericolo la vita dei membri delle famiglie signorili, Bertoldo Orsini e suo fratello Francesco vennero uccisi, aggravando grandemente la già accesissima acrimonia fra le due casate.
Nella seconda metà del XIV secolo risulta signore di Zagarolo Agapito Colonna, vescovo di Lisbona, elevato alla porpora da papa Urbano VI, amico del Petrarca e noto per la propria saggezza. Nell’aprile del 1378, in seguito ai tumulti che avevano accompagnato il conclave, egli offrì rifugio in Zagarolo all’amico cardinale Roberto di Ginevra, che di lì a poco sarebbe diventato l’antipapa Clemente VII: iniziava lo Scisma d'Occidente, ma Agapito rimase tuttavia fedele al papa romano.
I Colonna tornarono a scontrarsi con l’autorità pontificia al tempo di Bonifacio IX, che fece occupare Zagarolo nel 1400, ordinando anche la costruzione della Torre di Castiglione, sul luogo dell’arce dell’antica città di Gabii, al fine di presidiare da vicino i territori dei ribelli.
Nel 1417, l’elezione di Oddone Colonna, esponente del ramo di Genazzano, al soglio pontificio con il nome di Martino V inaugurò un periodo di pace e alcuni prelati originari della città si fecero strada nelle gerarchie ecclesiastiche dell’epoca: si ricorda, in particolare, il francescano Antonio da Zagarolo, vescovo di Terracina, Sezze e Priverno dal 1411 al 1422 e quindi vescovo di Gaeta dal 1422 alla morte, sopraggiunta nel 1427. Alla scomparsa di Martino V nel 1431, però, il nuovo papa Eugenio IV Condulmer pretese dalla famiglia la restituzione di beni e privilegi concessi dal predecessore e mentre il ramo genazzanese decideva di cercare l’accordo col pontefice, il ramo prenestino scelse la via dello scontro diretto. Ne conseguì una vera e propria guerra, che vide le truppe papali, comandate da Giovanni Maria Vitelleschi, arcivescovo di Firenze e poi cardinale, invadere i domini colonnesi e mettere l’assedio a Zagarolo, che venne conquistata il 18 agosto 1436 insieme a Palestrina (questa venne poi rasa al suolo l’anno seguente). 
Solo nel 1447 e dopo atto di formale sottomissione i Colonna di Palestrina, ancora una volta, riuscirono a recuperare i loro feudi. A questa data risale anche la divisione ereditaria fra Stefano e Lorenzo Colonna: mentre Stefano, il primogenito, conservava Palestrina e altre terre, al cadetto Lorenzo toccavano i castelli di Zagarolo, San Cesareo, Colonna, Gallicano e altre tenute limitrofe, che nel corso dei decenni successivi sarebbero pian piano andati a costituire un unico, cospicuo feudo. Iniziava così a svilupparsi uno specifico ramo della famiglia, detto in seguito dei Colonna-Zagarolo. Da Lorenzo, l’eredità passò a Pierfrancesco Colonna, che nel 1497 donò alla chiesa patronale di San Lorenzo il Trittico del Redentore, prodotto dalla bottega di Antoniazzo Romano.

### Il Cinquecento
L’eredità di Pierfrancesco venne raccolta dalla figlia Vittoria Colonna, da non confondere con l’omonima e contemporanea poetessa, marchesa di Pescara. Vittoria Colonna-Zagarolo sposò il parente Camillo di Marcello Colonna, del ramo di Genazzano, perpetuando il proprio ramo familiare. Nel 1551 Camillo confermò gli antichi statuti che regolavano la vita sociale ed economica della comunità zagarolese. Dopo un ennesimo scontro con l’autorità pontificia, la cosiddetta Guerra di Campagna (1556-1557), la famiglia Colonna iniziò un progressivo avvicinamento alla politica papale e un prolungato periodo di pace si aprì per i feudi di cui essa manteneva la signoria. Nel 1562 Vittoria, rimasta vedova, fece dono del feudo di Zagarolo ai propri tre figli, Pompeo, Prospero e Marcantonio I. 
Nel 1565 il cadetto Marcantonio ottenne la porpora cardinalizia, mentre il primogenito Pompeo, già scomunicato e condannato a morte come mandante dell’omicidio della propria suocera, la colta Livia Colonna, ebbe il perdono papale e un’occasione di riscatto: gli venne affidato da Pio IV Medici il comando di sei compagnie di fanti pontifici, inviate in soccorso a Malta, allora sottoposta al Grande assedio da parte dell'armata ottomana. Definitivamente riabilitato, nel 1569 Pompeo ottenne da papa Pio V l’erezione di Zagarolo in ducato: il vasto feudo comprendeva gli abitati di Zagarolo, Colonna e Gallicano, il castello di Passerano, le tenute di San Cesareo, Castiglione e Pantan de’ Grifi (oggi Pantano Borghese). Nel 1570-71, in qualità di luogotenente di Santa Romana Chiesa, Pompeo seguì il parente Marcantonio II Colonna, principe di Paliano, nella spedizione navale contro gli Ottomani, che sarebbe vittoriosamente culminata con la Battaglia di Lepanto (7 ottobre 1571). All’impresa partecipò anche il fratello minore Prospero: costui avrebbe poi comandato la squadra di quattro galere pontificie inviate nel 1573 all'impresa di Tunisi.
Il cardinalato di Marcantonio I, la nuova dignità ducale di Pompeo e i diversi incarichi al servizio della Chiesa e della Spagna, indussero la famiglia a iniziare un processo di rinnovamento dei propri feudi e in particolare di Zagarolo, che ne era capoluogo. 
Fino alla seconda metà del XVI secolo l’abitato aveva avuto infatti dimensioni modeste, corrispondendo sostanzialmente al rione centrale della città, non a caso denominato “Terra”: dominato verso Sud dalle strutture della rocca – lì dove poi sarebbe sorto il Palazzo Ducale – esso si estendeva verosimilmente dalla zona dell’attuale Vicolo Caporale a quella di Piazza Massimo d’Azeglio, dove il bancone tufaceo s’innalzava sensibilmente rispetto al crinale della collina che risaliva da Nord. L’insediamento si era andato sviluppando secondo una struttura “a spina di pesce” tipica di numerosi centri della Campagna Romana e della Tuscia e nel corso del XVI secolo un palazzotto baronale doveva già aver in parte rimpiazzato la vecchia rocca feudale. 
Pompeo e il cardinal Marcantonio promossero diversi lavori di rinnovamento dei principali edifici del paese. Entro il 1573 il palazzo baronale – oggi chiamato Palazzo Rospigliosi – venne ampliato, forse con l’intervento dell’architetto Jacopo del Duca e assunse la sua caratteristica conformazione ad ali attorno alla profonda corte d’ingresso; nel 1570 si ricostruiva la chiesa patronale di San Lorenzo, e un restauro venne effettuato anche sulla parrocchiale di San Pietro, poi interamente ricostruita nel Settecento. Nel 1587 venne rinnovata la chiesa francescana di Santa Maria delle Grazie, scelta come pantheon familiare, ma nel 1582 era stata fondata anche una nuova chiesa, la SS. Annunziata, con l’annesso collegio dei padri Barnabiti.
Il figlio di Pompeo, Marzio Colonna (†1614), succeduto al padre nel 1583, si spinse però ben oltre, promuovendo una radicale trasformazione urbanistica del modesto centro abitato: mecenate e avido collezionista di antichità, egli si sarebbe impegnato a trasformare il capoluogo del feudo in una sorta di ‘città ideale’ fondata su una sequenza di piazze e strade diritte, secondo un esplicito progetto di ‘rinascita’ dell’Antichità classica.
Utilizzando un modulo geometrico di base ricavato dalla facciata interna del Palazzo Ducale, venne regolarizzata la strada centrale, detta Via Maestra (oggi via A. Fabrini), e le due piazze principali che essa congiungeva: sulla Piazza di Corte (oggi piazza Indipendenza) prospettava la residenza baronale, sulla Piazza San Lorenzo (detta anche Piazza del Commercio e oggi piazza Marconi) si affacciavano invece la chiesa patronale e le sedi delle magistrature cittadine. Contemporaneamente, a Sud e a Nord dell’antico abitato medievale, si procedeva sulla base della stessa modularità geometrica all’addizione di due nuovi rioni. Verso Meridione andava sorgendo il Borgo Santa Maria, che attraverso un’imponente opera di sostruzione collegava il Palazzo Ducale alla chiesa di Santa Maria delle Grazie: questa diveniva vero e proprio avamposto dell’abitato, a dominio della nuova porta urbica e di una piazza dalla pianta circiforme. Verso Settentrione si sviluppava invece il Borgo San Martino, teso tra la chiesa della Santissima Annunziata, affidata all’ordine Barnabita, e la Porta San Martino, estendendo così ai limiti estremi dello sperone tufaceo il giro delle mura cittadine ( con bibliografia). 
Un’impresa così ardita, volta a ricreare in termini moderni e adattandosi a una situazione topografica assai difficile la struttura di una ideale città classica, rimase incompiuta alla morte di Marzio e mise a durissima prova le casse familiari, tanto da costringere il figlio di questi, Pierfrancesco, a disfarsi del ducato vendendolo nel 1622 al cardinale Ludovico Ludovisi. Il giovane nipote di papa Gregorio XV ebbe cura di portare a compimento alcuni dei lavori lasciati aperti dai Colonna, ma non modificò ulteriormente la struttura urbana di quella che era divenuta ormai una vera e propria cittadina.

### Dal Seicento all'Ottocento
Alla morte del cardinal Ludovico, nel 1632, divenne duca di Zagarolo suo fratello Niccolò I Ludovisi, principe di Piombino. La moglie di questi, Costanza Pamphilj-Ludovisi, promosse nel 1661 l’ampliamento della collegiata di San Lorenzo, mentre il progetto per un convento di monache teresiane rimase soltanto sulla carta. A Niccolò succedette nel 1665 il figlio Giovan Battista. A causa delle spese dissennate di quest’ultimo, nel 1670 anche la famiglia Ludovisi si trovò costretta a disfarsi del feudo, che venne acquistato da Giovan Battista Rospigliosi, nipote laico di papa Clemente IX. 
Più dei Ludovisi i nuovi signori intesero imprimere all’abitato segni grandiosi della propria presenza, rinnovando in forme monumentali la parrocchiale di San Pietro e dando una sontuosa veste tardo-barocca agli interni di Santa Maria delle Grazie. Durante il dominio dei Rospigliosi, il palazzo ducale di Zagarolo divenne fulcro della vita mondana e delle villeggiature estive della famiglia, che vi ospitò personaggi illustri, fra cui Carlo III di Borbone, che nel 1733 soggiornò nella dimora mentre si recava alla conquista del Regno di Napoli. Con essi si chiuse però anche l’Età di Antico Regime, grazie all’ingiunzione di papa Pio VII che nel 1815 obbligò la baronia romana a rinunciare al proprio potere feudale.
Nel 1854 papa Pio IX concesse a Zagarolo il titolo di città.

### Simboli
Lo stendardo comunale di Zagarolo è di rosso granato, lo stemma è di azzurro ai tre colli d'oro con la sigla S.P.Q.G. (Senatus PopulusQue Gabiorum). La più antica attestazione dello stemma è nelle decorazioni degli edifici pubblici prospettanti su piazza Guglielmo Marconi (1605), ma della sua origine e significato si era persa memoria già nel XVII secolo.

## Monumenti e luoghi d'interesse

### Architetture religiose
- Chiesa di San Lorenzo Martire
- Chiesa di San Pietro Apostolo
- Chiesa della Santissima Annunziata
- Santuario della Madonna delle Grazie
- Chiesa del Divin Salvatore
- Cappella di via Colle dei frati
- Chiesa di Santa Maria Regina della Valle (Valle Martella)

### Architetture civili

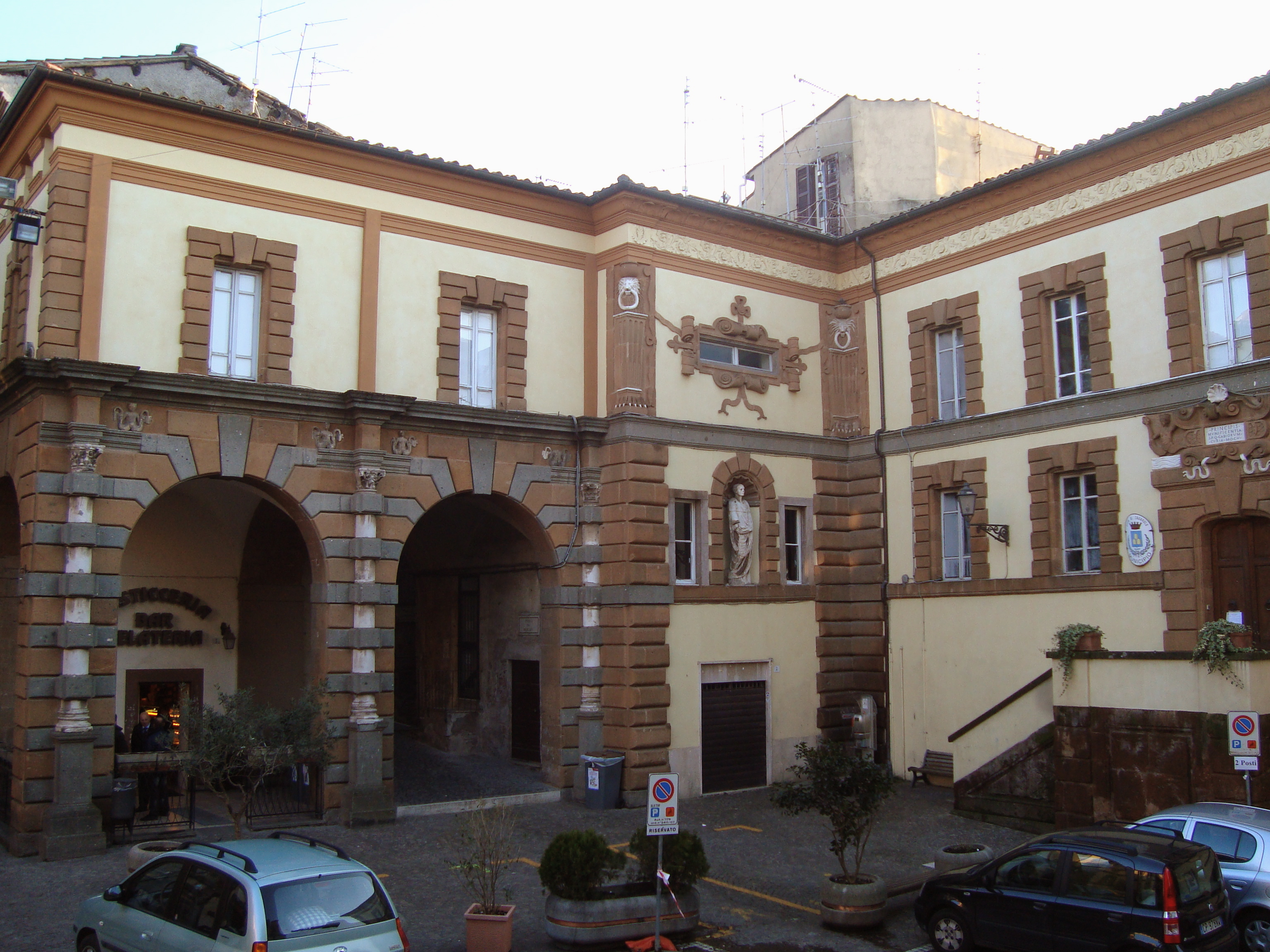
Il Palazzo Comunale di Zagarolo

- Palazzo Rospigliosi
- Palazzo dei Gonfalonieri
- Palazzo della Giustizia

### Altro
- Ludus romano in colle del pero
- Porta San Martino
- Porta Rospigliosi
- Fontana con vasca romana in Piazza Santa Maria
- Pesa (lastra di marmo con misure ufficiali)
- Museo del Giocattolo di Zagarolo

## Società

### Evoluzione demografica
Abitanti censiti

### Etnie e minoranze straniere
Secondo i dati ISTAT al 31 dicembre 2010 la popolazione straniera residente era di 2 261 persone. Le nazionalità maggiormente rappresentate in base alla loro percentuale sul totale della popolazione residente erano:
Romania 1 645 9,33%

## Cultura

### Istruzione

#### Scuole
- Istituto Comprensivo Statale Zagarolo
- Istituto Comprensivo "Rita Levi-Montalcini" (Valle Martella)
- Istituto di Istruzione Superiore "Paolo Borsellino e Giovanni Falcone"

#### Biblioteche
- Biblioteca Comunale "Giovanni Coletti" situata nel Palazzo Rospigliosi, fa parte del Sistema Bibliotecario Monti Prenestini

### Musei
Museo del giocattolo
Il museo del giocattolo si trova a Zagarolo per volere del consiglio comunale che nel 1998 ne ha deliberato l'istituzione con sede nell'ala est del palazzo Rospigliosi. Il museo offre una ricostruzione sociale del gioco e del giocattolo attraverso una serie di sezioni che attraversano le varie epoche del XX secolo fino ai nostri giorni.

### Musica
- È sede di un prestigioso concorso di canto corale polifonico e dell'orchestra Goffredo Petrassi

### Cucina
- È patria del tordo matto, involtino di carne di cavallo condito con Pitartima (coriandolo), riconosciuto come prodotto tipico dalla Gazzetta Ufficiale con la denominazione Tordo Matto di Zagarolo [42].
- Altro piatto tipico sono le Sarzefine, ortaggi dalle radici commestibili, cucinate a Zagarolo da data immemorabile. Si stanno riscoprendo negli ultimi anni grazie alla caparbietà di qualche anziano contadino che ha trasmesso la tradizione ai nipoti[43][44].
- DOC Zagarolo Bianco.

## Economia

### Artigianato
Tra le attività economiche più tradizionali, diffuse e rinomate vi sono quelle artigianali, come la produzione di mobili in stile.

## Infrastrutture e trasporti

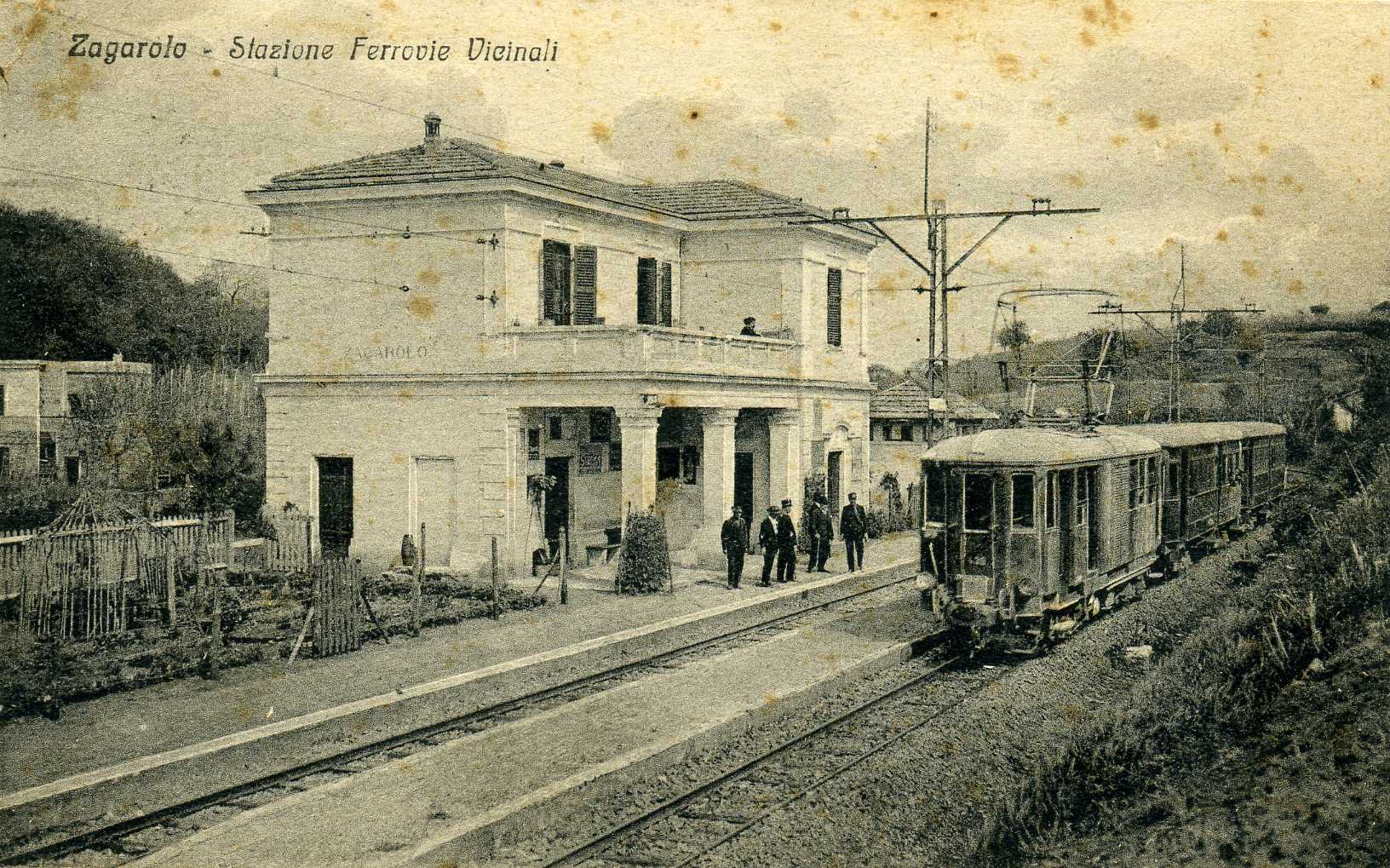
Stazione di Zagarolo Paese delle Vicinali nel 1927

### Strade
- SP45/b Zagarolese
- SR155 di Fiuggi
- SP35/b di Gallicano e di Colonna
- SP13/c Prenestina Nuova
- SP51/a di Tivoli
- SP55/a Prenestina

### Ferrovie
Dopo la chiusura delle stazioni di Zagarolo Paese, Zagarolo Bivio e Zagarolo Scalo, il comune è servito dall'omonima stazione, posta sulla linea Roma-Napoli via Cassino.

### Mobilità urbana
I trasporti interurbani di Zagarolo vengono svolti con autoservizi di linea gestiti da Cilia Italia s.r.l.

## Amministrazione
| Periodo          | Periodo          | Primo cittadino     | Partito                                            | Carica  | Note          |
| ---------------- | ---------------- | ------------------- | -------------------------------------------------- | ------- | ------------- |
| 19 novembre 1995 | 15 aprile 2000   | Sandro Vallerotonda | Lista Civica di Centro-sinistra                    | Sindaco | [ 47 ]        |
| 16 aprile 2000   | 30 marzo 2010    | Daniele Leodori     | Lista Civica di Centro-sinistra                    | Sindaco | [ 48 ] [ 49 ] |
| 30 marzo 2010    | 31 maggio 2015   | Giovanni Paniccia   | Lista Civica di Centro-sinistra Uniti per Zagarolo | Sindaco | [ 50 ]        |
| 1º giugno 2015   | 8 settembre 2020 | Lorenzo Piazzai     | Coalizione di Centro-sinistra                      | Sindaco | [ 51 ]        |
| 7 ottobre 2020   | in carica        | Emanuela Panzironi  | Coalizione di Centro-sinistra                      | Sindaco | [ 52 ]        |

### Gemellaggi
- Nelahozeves[53]
- Six-Fours-les-Plages[54]

## Sport

### Atletica leggera
- ASD Atletica Zagarolo.[55]

### Calcio
- A.S.D. Atletico Zagarolo (colori sociali amaranto) che, nel campionato 2019-20, milita nel campionato maschile di Promozione.[56]
- A.S.D. Valle Martella, squadra dell'omonima frazione, che milita nel campionato di Prima Categoria.

### Calcio a 5
- Città di Zagarolo che, nel campionato 2024-25, milita nel campionato maschile di serie C1.[57]

### Pallavolo
- Itent Volley Zagarolo che nel 2019-2020 milita nel campionato maschile di Serie C[58] e nel campionato femminile di Serie C.[59]

## Nella cultura di massa
- Il regista Nando Cicero ha dedicato al comune il film Ultimo tango a Zagarol nel 1973.

- Nel romanzo ucronico e fantapolitico Roma senza papa di Guido Morselli, pubblicato nel 1974 e ambientato alla fine del ventesimo secolo, l'immaginario papa in carica, Giovanni XXIV, ha clamorosamente spostato la sua sede dal Vaticano a Zagarolo. Piazza San Pietro è vuota, Roma è orfana, e i romani si sentono vilmente traditi.

- Nel film d'animazione Super Bunny in orbita! (1979), Bugs Bunny chiede indicazioni per Zagarolo.